# Karen Ziemba
Karen Ziemba (St. Joseph, 12 novembre 1957) è una ballerina, cantante e attrice statunitense, attiva prevalentemente in campo teatrale a Broadway.

## Biografia
Per il suo lavoro nei musical di Broadway è stata candidata a quattro Tony Awards, vincendone uno come miglior attrice non protagonista nel 2000 per Contact. Ha recitato in numerosi altri musical a Broadway e nel resto degli Stati Uniti, tra cui A Chorus Line, Chicago, Hello, Dolly!, A Little Night Music, 42nd Street, Steel Pier, And The World Goes 'Round, Crazy for You, Curtains, L'opera da tre soldi, South Pacific, Bye Bye Birdie, Mack and Mabel, Guys and Dolls, Sweeney Todd, Candide, Bullets Over Broadway, Teddy & Alice, 110 in the Shade, The Most Happy Fella e Gypsy: A Musical Fable. Ha recitato anche in alcune serie televisive, tra cui Law & Order e Criminal Intent.
È sposata con l'attore Bill Tatum dal 1984.

## Filmografia parziale

### Cinema
- Patto con il diavolo (Shortcut to Happiness), regia di Alec Baldwin (2003)
- The Producers - Una gaia commedia neonazista (The Producers), regia di Susan Stroman (2005)

### Televisione
- Law & Order - I due volti della giustizia (Law & Order) – serie TV, episodio 9x07 (1998)
- Law & Order: Criminal Intent - serie TV, 2 episodi (2004-2009)
- Law & Order - Unità vittime speciali (Law & Order: Special Victims Unit) - serie TV, 1 episodio (2007)
- Scrubs - Medici ai primi ferri (Scrubs) - serie TV, 1 episodio (2007)
- The Good Wife - serie TV, episodio 7x04 (2015)
- Madam Secretary - serie TV, 1 episodio (2015)
- Elementary - serie TV, episodio 10x01 (2018)
- The Blacklist - serie TV, 1 episodio (2021)

## Doppiatrici italiane
Nelle versioni in italiano delle opere in cui ha recitato, Karen Ziemba è stata doppiata da:
- Germana Pasquero in Law & Order: Criminal Intent (ep. 3x20)

## Teatrografia
- A Chorus Line, Shubert Theatre di Broadway (1980)
- Funny Face, Goodspeed Opera House di East Haddam (1981)
- Seesaw, Master Theatre di New York (1981)
- A Chorus Line, tour statunitense (1982)
- A Chorus Line, tour internazionale (1983)
- 42nd Street, Majestic Theatre di Broadway (1984)
- Babes in Arms, Music Hall di Tarrytown (1985)
- I Married an Angel, Town Hall di New York (1986)
- Anything Goes, Pittsburgh CLO di Pittsburgh (1986)
- Nunsense, Sheridan Square Playhouse di New York (1987)
- Teddy and Alice, Minskoff Theatre di Broadway (1987)
- The Pajama Game, New York City Opere di New York (1989)
- Candide, New York City Opera di New York (1989)
- Stardust, Kennedy Center di Washington (1990)
- And the World Goes 'Round, Westside Theatre di New York (1991)
- Fifty Million Frenchmen, Florence Gould Hall di New York (1991)
- The Most Happy Fella, New York City Opera di New York (1991)
- 110 in the Shade, New York City Opere di New York (1992)
- Crazy for You, Shubert Theatre di Broadway (1993)
- Crazy for You, tour statunitense (1993)
- Allegro, City Center Encores! di New York (1994)
- I Do! I Do!, Lamb's Theatre di New York (1996)
- Steel Pier, Richard Rodgers Theatre di Broadway (1997)
- Chicago, tour statunitense (1997)
- Chicago, Richard Rodgers Theatre di Broadway (1998)
- Ziegfeld Follies of 1936, City Center Encores! di New York (1998)
- Contact, Lincoln Center di Broadway (1999-2000)
- South Pacific, Lincoln Center di New York (2000)
- The Pajama Game, City Center Encores! di New York (2002)
- Mack and Mabel, Avery Fisher Hall di New York (2003)
- Molto rumore per nulla, Hartford Stage di Hartford (2003)
- L'opera da tre soldi, Williamstown Theatre Festival di Williamstown (2003)
- Never Gonna Dance, Broadhurst Theatre di Broadway (2003-2004)
- Weird Romance, Theatre at St. Peter's Church di New York (2004)
- Bye Bye Birdie, City Center Encores! di New York (2004)
- Guys and Dolls, Paper Mill Playhouse di Millburn (2004)
- The Opposite of Sex, Magic Theatre di San Francisco (2004)
- Pippin, Bay Street Theatre di Sag Harbour (2005)
- A Wonderful Life, Shubert Theatre di Broadway (2005)
- The Gig, Theatre at St Peter's Church di New York (2006)
- Curtains, Ahmanson Theatre di Los Angeles (2006)
- Curtains, Al Hirschfeld Theatre di Broadway (2007-2008)
- The First Wives Club, Old Globe Theatre di San Diego (2009)
- The Broadway Musicals of 1997, Town Hall di New York (2011)
- A Room With a View, Old Globe Theatre di San Diego (2012)
- Sweeney Todd, Opera Theatre of St. Louis  di St. Louis (2012)
- On Your Toes, City Center Encores! di New York (2013)
- Bullets Over Broadway, St James Theatre di Broadway (2014)
- A Little Night Music, American Conservatory Theater di San Francisco (2015)
- Do I Hear a Waltz?, City Center Encores! di New York (2016)
- Gypsy: A Musical Fable, Sharon Playhouse di Sharon (2016)
- Prince of Broadway, Samuel J. Friedman Theatre di Broadway (2017)
- Sweeney Todd, Detroit Opera House di Detroit (2019)
- La professione della signora Warren, Theatre Row di New York (2021)
- Assassinio sull'Orient Express, Paper Mill Playhouse di Millburn (2023)
- Uomo e superuomo, Theatre Two di New York (2023)
- Prelude to a Kiss: The Musical, South Coast Repertory Stage di Costa Mesa (2024)